# Charles Desvergnes
Jean Charles Desvergnes est un sculpteur français né le 19 août 1860 à Bellegarde (Loiret) et mort le 4 mars 1928 à Meudon (Hauts-de-Seine).

## Biographie
Charles Desvergnes est né à Bellegarde le 19 août 1860 dans un milieu d’artisans, son père Grégoire Cléophas étant boulanger. Il a une sœur, Marie Aglaé, née trois ans plus tôt. C’est en aidant dans la boulangerie familiale que le jeune Charles réalise ses premiers sujets. Il sculpte dans la pâte à gâteau et dans de l'argile des formes de fleurs, d’animaux et d'humains. Grâce à ces premières œuvres, il se fait remarquer par le châtelain local, Charles Galopin qui, lui trouvant du talent, lui propose de lui donner des leçons. Il reçoit également le soutien du directeur du musée des Beaux-Arts d'Orléans, Eudoxe Marcille.
Rapidement, Charles Galopin décide de lui trouver un maître plus expérimenté que lui. Après avoir essuyé quelques refus,

« Enfin, voyant arriver le moment de caser Charles dans un atelier de maître, mon père lui fit exécuter, d'après des gravures, cinq bas-reliefs en argile [… un journaliste] le recommanda à un statuaire réputé que je ne nommerai pas parce que peu inconsidérément, il répondit qu'il ne pouvait se charger du jeune homme, ajoutant : “Des petits prodiges, on en trouve à la douzaine”. »

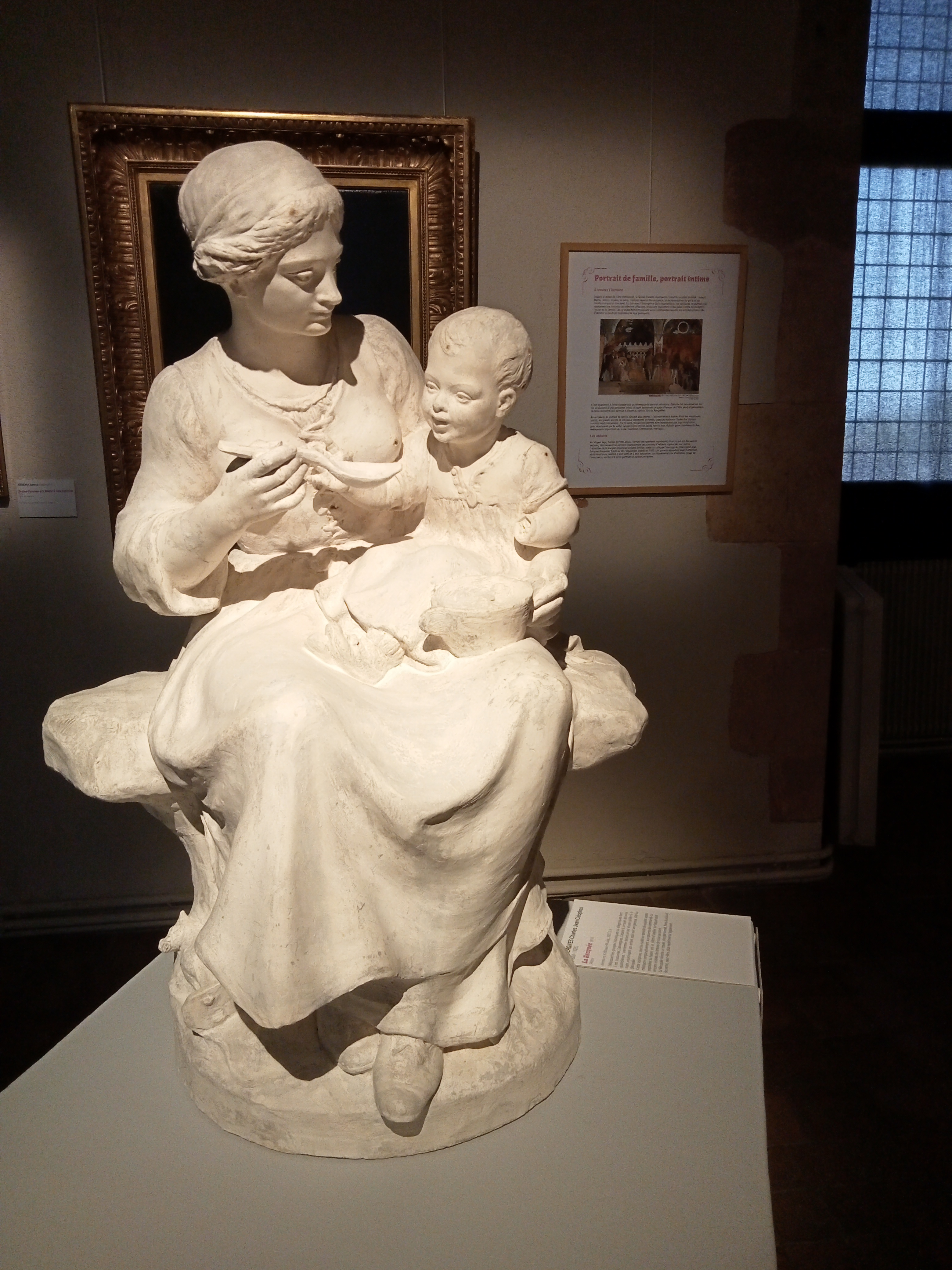
La Becquée, 1910, plâtre, 80 x 57 x 40 cm. Nemours, Château-Musée, inv. 2007.0.1.

Charles Galopin se fait ensuite indiquer le nom du statuaire Henri Chapu par un parent, et il présente son protégé au sculpteur, qui, touché par son histoire qui lui rappelle la sienne, accepte de prendre pour apprenti Charles Desvergnes le 21 janvier 1875 :

« Eh bien, Monsieur, je prendrai à mon atelier comme élève votre protégé, car je reconnais dans ses essais des aptitudes particulières et de plus il y a entre sa situation et la mienne à son âge une similitude extraordinaire. J'étais apprenti pâtissier à Paris ; un jour mon patron m'envoya porter des gâteaux chez Duret, le célèbre statuaire, reçu dans l'atelier, comme je considérais attentivement les œuvres du Maître, le statuaire voyant mes yeux s'arrêter sur les meilleurs travaux me dit : 'Voudrais-tu, mon enfant, faire des choses semblables ? - Oh oui ! Monsieur, m'écriai-je'. Duret écrivit à mon père et me prit comme élève. »

En juin 1875, il passe le concours d’admission à l'École des beaux-arts de Paris où il est reçu premier, en présentant une scène biblique : Le Sacrifice d'Abraham. Venant d'un milieu modeste, Charles Desvergnes n'a pas de quoi s'offrir des études à Paris. Sa ville natale, Bellegarde, et le conseil général du Loiret, aidés de protecteurs et mécènes, financent ses années d'études et son hébergement dans un patronage catholique, Notre-Dame-de-Nazareth.
Il gagne par la suite plusieurs prix à l'école et dans les concours.
Charles Desvergnes concourt au prix de Rome à partir de 1879. En 1886, il est mis hors-concours pour ne pas avoir respecté les dimensions demandées. Son Tobie tirant le poisson de l'eau est trop grand. Il obtient finalement le deuxième prix en 1887 avec son Thésée ramenant à Œdipe ses filles Antigone et Ismène. 1889 marque sa dernière année autorisé à concourir au prix de Rome. C'est son maître Henri Chapu, qui choisit le sujet. Desvergnes reçoit le premier prix de Rome en sculpture avec son haut-relief, Le Retour de l'Enfant prodigue, et va résider à Rome (Italie), à la villa Médicis, où il étudie la sculpture pendant cinq ans, de 1890 à 1895. Il y réalisera plusieurs ouvrages dont un vase représentant les douze mois de l'année en 1893 pour sa troisième année et Le Poète Inspiré ou L'Inspiration en 1894. La dernière année est à ses frais, et il envoie L'Humanité consolée, conservé à l'église Notre-Dame de Bonne-Nouvelle.
Revenu à Paris, il installe son atelier au 131, rue de Vaugirard et loue une maison à Meudon, dans le quartier de Bellevue où il vit avec sa mère, devenue veuve en 1880. Il participe à plusieurs concours pour la décoration d’édifices publics commandés par l'État, les municipalités et les évêchés : frontons du Petit Palais, monuments aux morts, sépultures privées, décorations d’autels… En 1898, il réalise le Monument commémoratif du combat des Aydes au faubourg Bannier d'Orléans, inauguré le 7 mai 1899. En 1900, pour l'Exposition universelle, il réalise pour le Petit Palais le groupe de L'Histoire et l'Archéologie, ainsi que deux des trois sculptures de l'éphémère palais de l'Enseignement, des Arts, des Sciences et des Lettres. En 1902, le Monument aux morts de Melun lui vaut la Légion d'honneur. Il érige parallèlement de nombreuses œuvres commémoratives : son Monument à Jehan de Meung (Meung-sur-Loire) et son Monument au docteur Guillaume Duchenne de Boulogne (hôpital de la Salpêtrière à Paris et Boulogne) restent les plus connues.
La célébrité lui vient cependant de ses diverses statues de Jeanne d’Arc. En 1909, la Pucelle d'Orléans est béatifiée. Desvergnes voit là son sujet de choix, lui qui est très religieux et grand patriote. Il dira lors de l'inauguration du musée qui porte son nom à Bellegarde : « La porte du Musée s'ouvrira à l'ombre de son étendard et de sa statue. Il me plaît que cette statue de la grande et sainte française soit pour vous l'emblème de ma pensée toujours présente au milieu de vous car je suis aussi fervent chrétien que fervent patriote. » Son premier modèle, Jeanne d'Arc la bienheureuse est le plus connu et le plus répandu, notamment grâce au travail de son éditeur Marcel Marron, qui fait alors plusieurs copies. D'autres modèles suivront, dont un unique créé pour Notre-Dame de Paris. D'autre part, Charles Desvergnes s’inspirera tout au long de sa carrière de thèmes multiples : bustes, statues en pied mais aussi fontaines, vases, monuments et statues de la Vierge. Desvergnes est connu à l'étranger pour ses statues de Jeanne d'Arc dont l'une se trouve dans l'église St Mary[Laquelle ?] à Londres[réf. nécessaire] et une autre en Islande.
Une sculpture en marbre représentant la femme du Raja de Kurupam est conservée en Inde.
Au faîte de sa notoriété, il offre à Bellegarde, sa ville natale, une collection de 109 maquettes de ses sculptures en remerciement de l'aide financière reçue lorsqu'il était étudiant à Paris. Le musée, inauguré le « 18 août 1912 », se trouvait à l'origine dans le pavillon de la Salamandre, aujourd'hui une partie de la mairie. Un temps entreposées dans le donjon du château de la ville, exposées au mauvais temps et au vol, les maquettes des sculptures, réduites au nombre de 46, sont aujourd'hui conservées dans le pavillon d’Antin.
La dernière commande importante, le Monument expiatoire pour la cathédrale de Beauvais, est terminée par son atelier, l'Atelier des artistes professionnels, après la mort du sculpteur. Charles Desvergnes meurt le 4 mars 1928 à son domicile 28, rue des Jardies à Meudon. Il est enterré à Bellegarde où une statue de Jeanne d'Arc orne sa tombe, réalisée par ses élèves.

## Hommages et postérité
À Meudon, la rue des Jardies a été rebaptisée en son honneur. Le collège et une place de Bellegarde, portent également son nom.

## Distinctions
Charles Desvergnes est nommé chevalier de l'ordre national de la Légion d'honneur en 1903.

## Œuvres dans les collections publiques
- Bellegarde, château de Bellegarde, pavillon d'Antin :
  - Le Sacrifice d'Abraham ;
  - Sophocle ;
  - Jésus apparaît à Marie-Madeleine après la Résurrection ;
  - Le Poète inspiré ou Inspiration ;
  - La Ranée ;
  - Le Docteur Duchenne de Boulogne, plaque et médaillon à l'hôpital de la Salpêtrière ;
  - Le Grand Carnot ;
  - Le Pisseur ;
  - Le Sommeil de l'Enfant Jésus ;
  - Le Retour de l'enfant prodigue ;
  - Monument à la mémoire du président Carnot à Lyon ;
  - Les Sciences, maquette au 1/3 d'exécution ;
  - M. Henri de Brugère ;
  - Mausolée de Vallet ;
  - Fontaine pour la salle à manger de la princesse X ;
  - Vase aux douze mois de l'année ;
  - Jehan de Meung ;
  - Buste de Mme Machard ;
  - Tobie tirant le poisson de l'eau ;
  - La Défense des Aydes à Orléans ;
  - Monument élevé à la mémoire des enfants de Seine-et-Marne ;
  - Fontaine pour la salle à manger de M. J.M ;
  - Buste du docteur Denance ;
  - La Jeunesse éplorée ;
  - L'Humanité consolée ;
  - À la mémoire de Gaston Thys ;
  - Tête formant clé pour l'ouverture du mausolée de M. Wells ;
  - L'Histoire et l'Archéologie ;
  - Les Arts, esquisse au 1/20e d'exécution ;
  - Les Arts, modèle au 1/3 d'exécution ;
  - Les Sciences, esquisse au 1/10e d'exécution ;
  - Tyrtée chante ses messeniennes à Lacédémone ;
  - Mort de Diagoras de Rhodes ;
  - Le Soldat spartiate ou Reviens dessus ou dessous ;
  - Thésée ramène à Œdipe ses filles Antigone et Ismène ;
  - M. Paul Fourché ;
  - La Douleur de Périclès ;
  - La Mort d'Orphée ;
  - Portrait du pape Pie X ;
  - Buste de M. le Sénateur M… ;
  - Monument Duchenne de Boulogne, Boulogne-sur-Mer ;
  - Saint-Jean l'Évangéliste ;
  - Buste de M. Galopin ;
  - Le Printemps ;
  - Buste de M. Besnard ;
  - Sainte Jeanne d'Arc priez pour nous.
- Chiché : Ange de la Reconnaissance couronnant un soldat sur le calvaire-monument aux morts[14].
- Nemours, Château-Musée :
  - Camille Erlanger, 1891, plâtre, 18 x 12 cm. Inv. 2016.0.108[15] ;
  - Le Prince Jérôme Napoléon, 1891, médaillon en plâtre, D. 18,4 cm. Inv. 2013.0.238[16] ;
  - Mme Desvergnes mère , 1890, médaillon en plâtre, D. 17 cm. Inv. 2016.0.99[17] ;
  - Portrait d'homme, 1891, médaillon en plâtre, 19 x 12 cm. Inv. 2013.0.239[18] ;
  - Portrait de jeune femme, 1890, médaillon en plâtre, 24 x 15 cm. Inv. 2016.0.101[19] ;
  - Lily de Trützcher, 1890, médaillon en plâtre, 22 x 14 cm. Inv. 2016.0.100[20] ;
  - André de Ridder, 1890, plâtre, 17 x 11 cm. Inv. 2013.0.240[21] ;
  - Ulysse Moreau, 1892, plâtre, 17 x 10 cm. Inv. 2013.0.241[22] ;
  - Leopoldo Taussig, 1892, plâtre, 18 x 11 cm. Inv. 2013.0.242[23] ;
  - Plaque Sainte-Cécile, plâtre, 55 x 37 cm. Inv. 2016.0.106[24] ;
  - Empereur romain, médaillon en plâtre, D. 13,8 cm. Inv.2016.0.107[25] ;
  - Le Peintre Gaston Thys, 1892, plâtre, 17 x 11 cm. Inv. 2016.0.109[26].
- Paris, cimetière du Père-Lachaise : Pleureuse, statue en bronze ornant la tombe de J.M. Vallet[27].
- Saint-Dié-des-Vosges : Monument aux morts, 1928, les bronzes ont été envoyés à la fonte par l'occupant allemand en 1940[28].

Œuvres de Charles Desvergnes
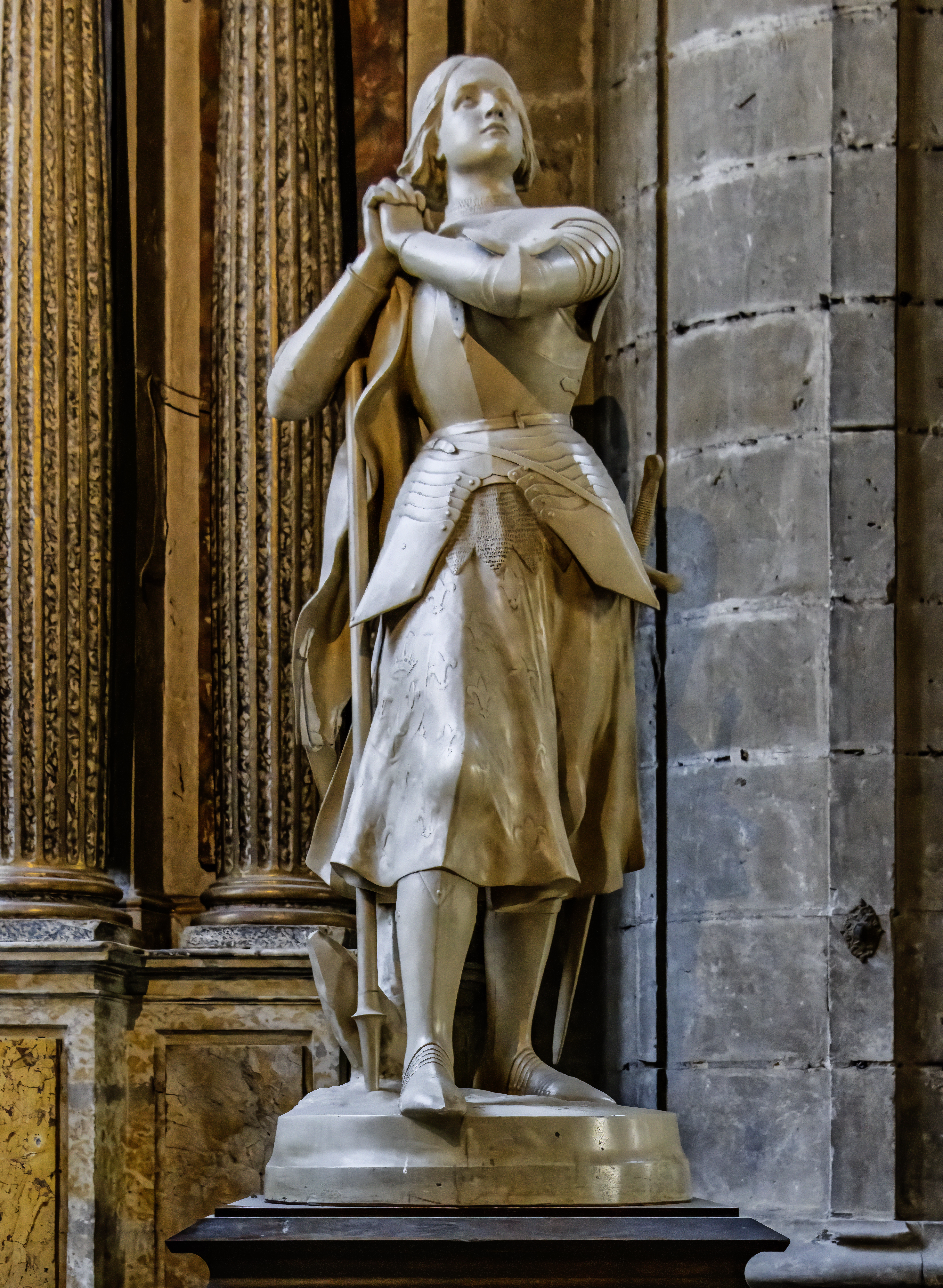
Jeanne d'Arc, cathédrale Sainte-Marie d'Auch.
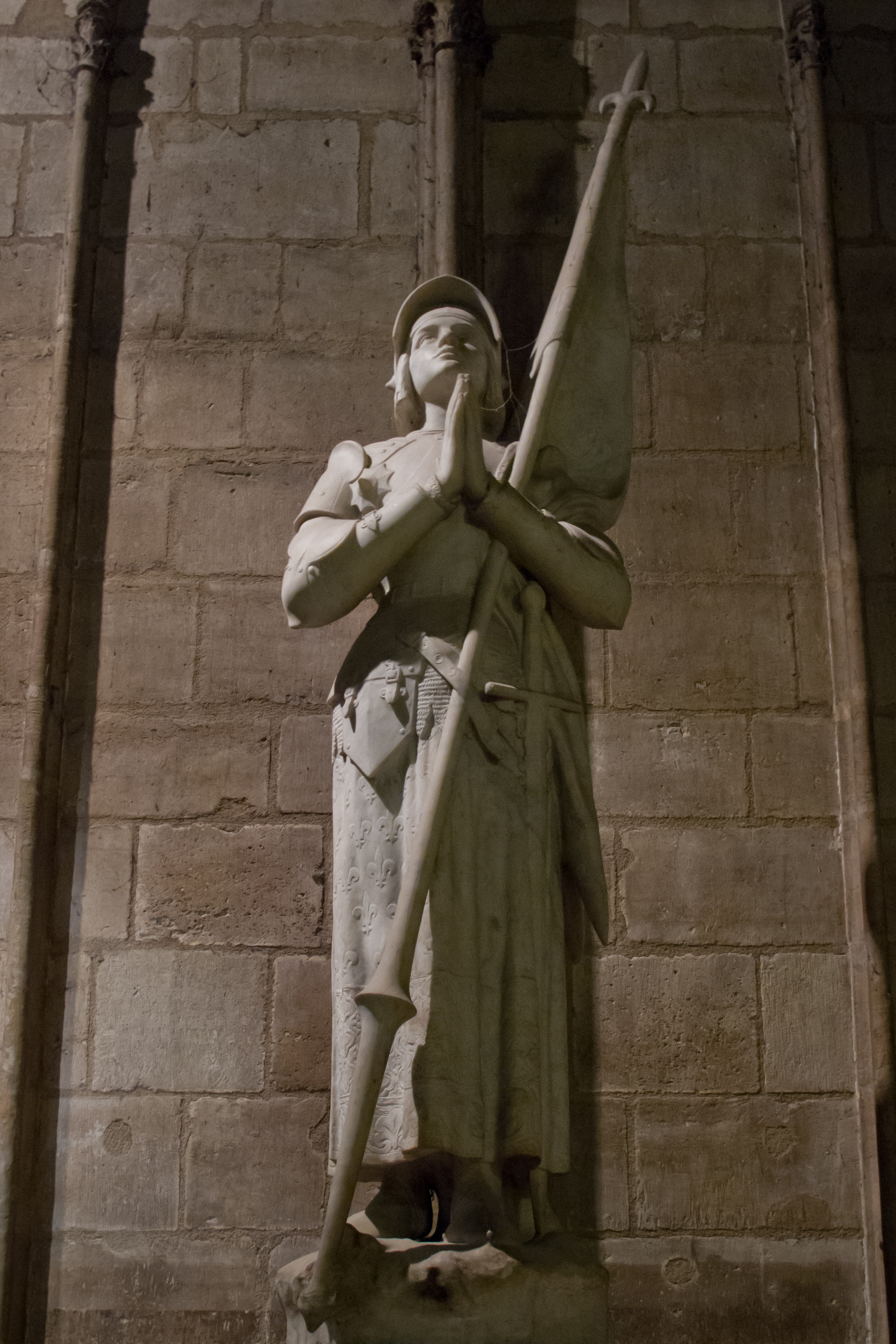
Jeanne d'Arc, cathédrale Notre-Dame de Paris.
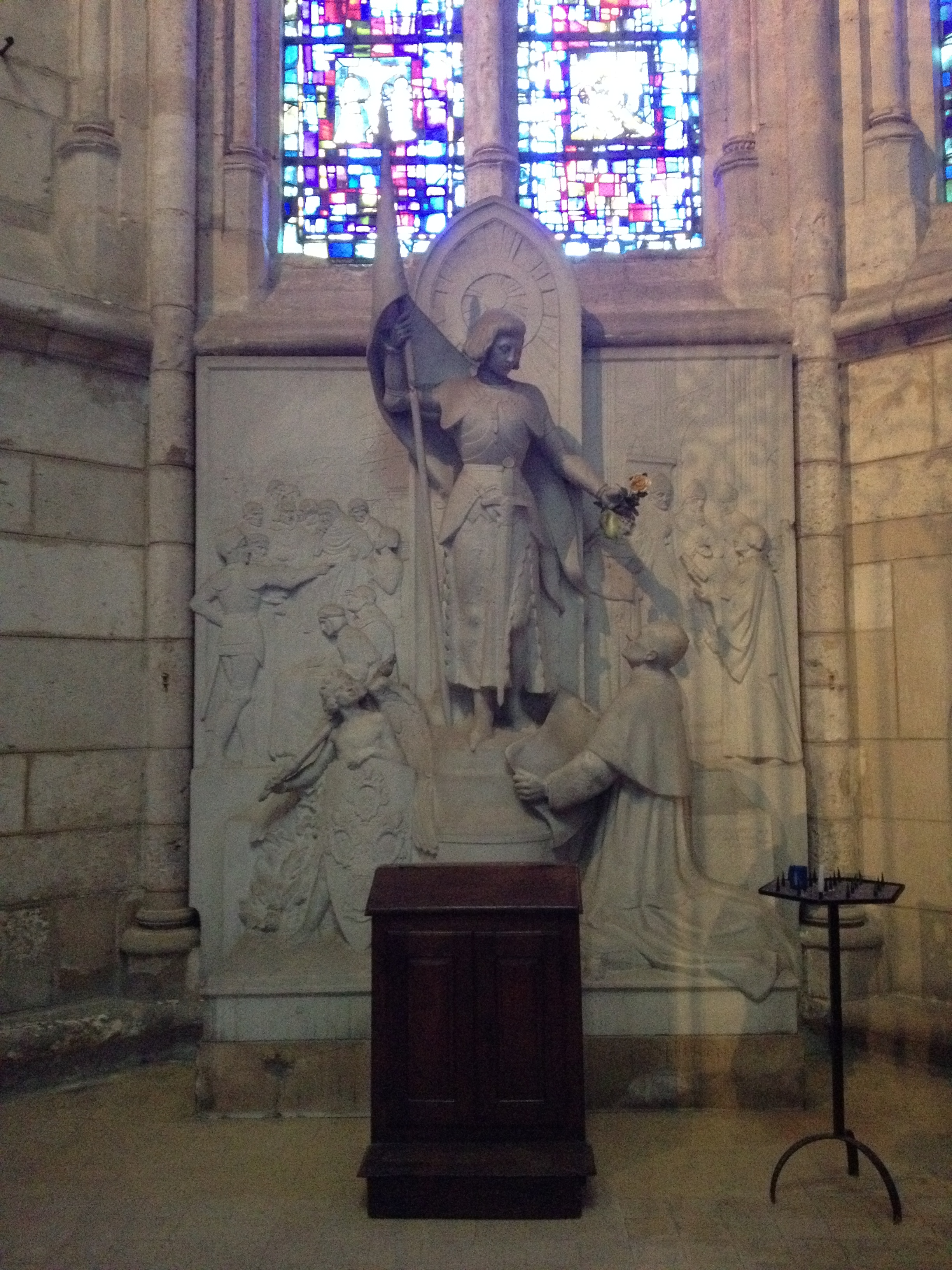
Monument à Jeanne d'Arc (1930), cathédrale Saint-Pierre de Beauvais.
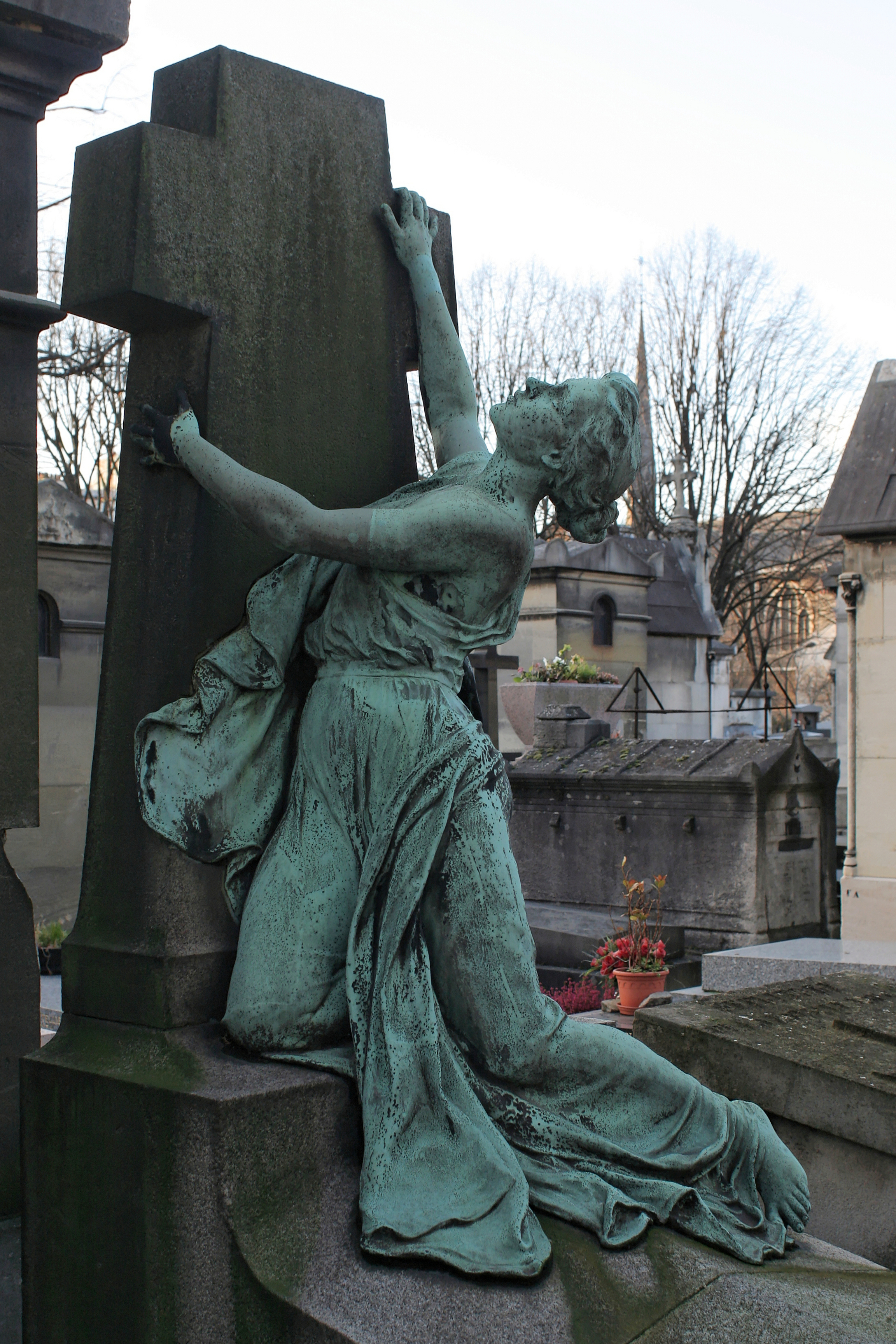
Pleureuse, tombe de J.M. Vallet, Paris, cimetière du Père-Lachaise.
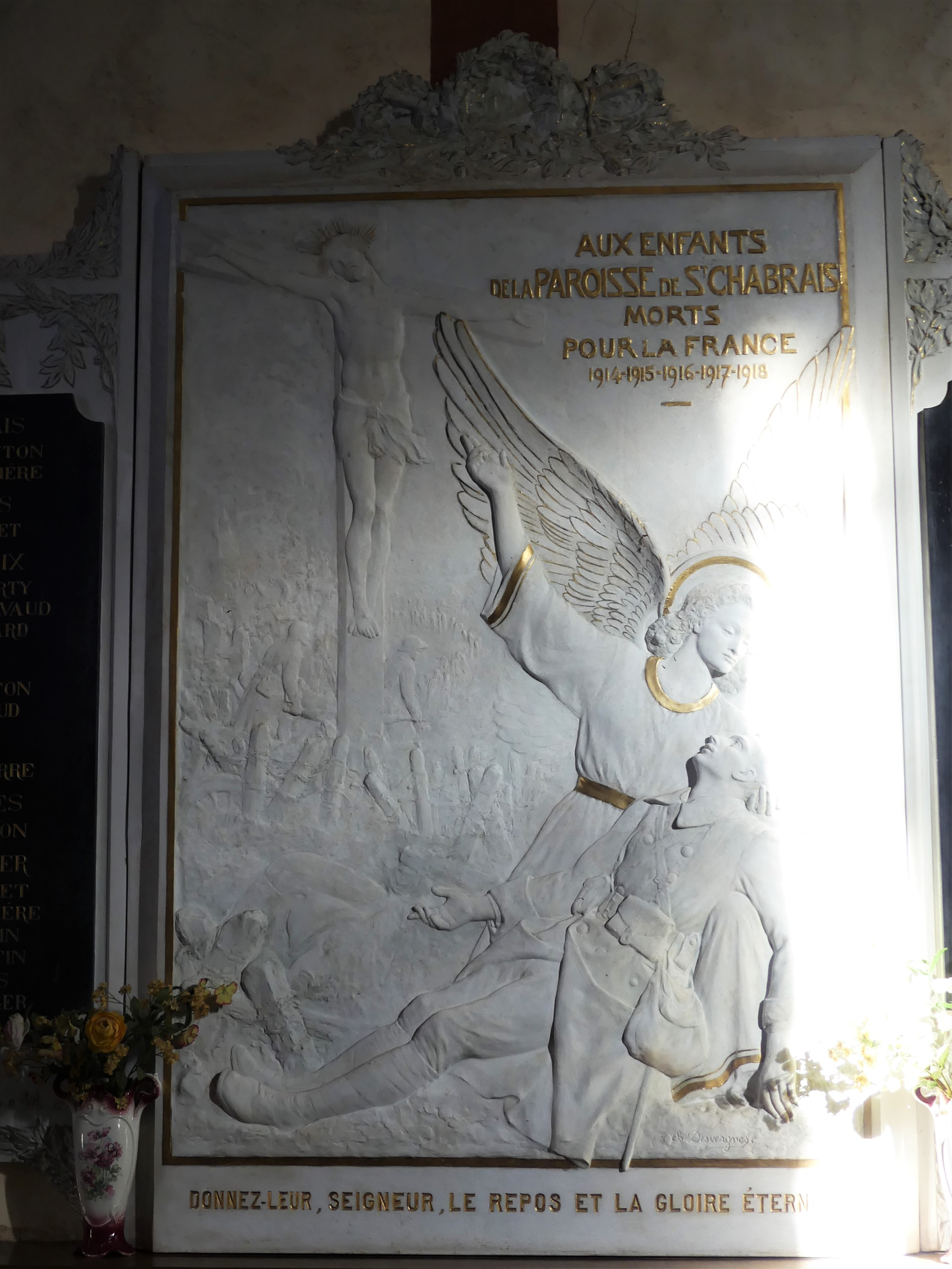
Monument aux morts de l'église Saint-Caprais, Saint-Chabrais.